# Theodorus Rijcke

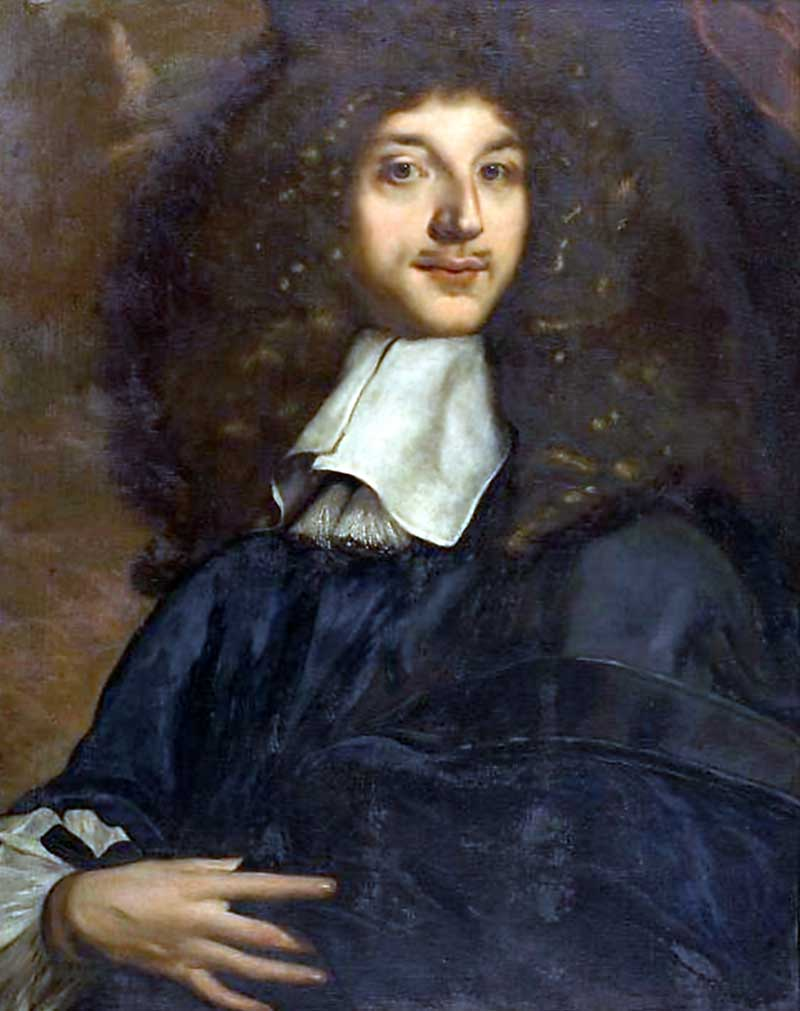
Theodorus Rijcke

Theodorus Rijcke auch: Rijccius Ryckius Rycken; (* 12. Februar 1640 in Arnhem; † 7. Januar 1690 in Leiden) war ein niederländischer Historiker und Rhetoriker.

## Leben
Über die Abstammung und den ersten Werdegang von Rijcke ist nichts bekannt. Am 6. September 1660 immatrikulierte er sich an der Universität Leiden, wo er ein Studium der Literatur und Philosophie begann. Bald hatte er eine Stelle als Rektor der Lateinschule in Kampen erreicht. Diese verließ er und absolvierte 1657 vier Jahre lang eine Bildungsreise, welche ihn nach England, Frankreich und Italien führte. Zurückgekehrt in seine niederländische Heimat ließ er sich 1671 als Advokat in Den Haag nieder. Seine Fähigkeiten in der griechischen und lateinischen Sprache brachten ihm am 13. April 1672 einen Ruf als Professor der Geschichte und Rhetorik ein. In Leiden beteiligte er sich auch an den organisatorischen Aufgaben der Hochschule und war 1682/83 Rektor der Alma Mater.

## Werke
- Oratio de Palingenesia literarum. 1672.
- Oratio de Gigantibus. Leiden 1681.
- Dissertatio de Primis Italiae Colonis et Aeneae adventu, Lucae Holstenii Notis et Castigationibus postumis in Stephani Byzantini Ethica, item Scymmichii Fragmentae antea non editis appendicis loco. Leiden 1684.
- Lucae Holstenii Notae et castigationes in Stephanum Byzantium: De urbibus. Leiden 1684, 1692.
- Notae et castigationes in Stephani Byzantii ΕΘΝΙΚΑ, Quae vulgo ΠΕΡΙ ΠΟΛΕΩΝ inscribuntur: Post longam doctorum exspectationem editae. Leiden 1684 (books.google.de).
- C. Cornelium Tacitum Animadversiones. Leiden 1686 (books.google.de).
- C. Corneelii Traciti Opera Quae Exstant ex Recensione et cum Animadversionibus. Leiden 1687 (books.google.de).
- Oratio de Palingenesia Literarum in terris nostris, industria Georg. Nicol. Kriegkii. Jena 1703.
- Gratulatoria serenissimo principi Gulielmo Henricio Principi Arausionensi Hollandiae Selandiae ac Ultraiecti Gubernatori Haereditario Foederatae Belgicae Terra Marique Imperatori de Victoria ad seneffam et graviae Expugnatione auctoritate Senatus Academici Dicta. Leiden 1675 (books.google.de).